# Tropidieae
Tribu
Synonymes
- (sous-tribu des) Corymbidinae Miquel (1855)
- (sous-tribu des) Tropidiinae Pritzer (1887)
- (sous-famille des) Tropidioideae (Pritzer) Szlach. (1995)

Les Tropidieae sont une tribu de plantes de la famille des Orchidaceae (Orchidées) et de la sous-famille des Epidendroideae.
Le genre type est Tropidia.

## Répartition
La tribu a une distribution pantropicale : le genre Corymborkis est principalement distribué en Amérique, mais a également deux espèces en Afrique (C. corymbis, C. minima) et une en Asie (C. veratrifolia), tandis que l'aire de répartition du genre Tropidia s'étend principalement en Asie du Sud-Est, avec quelques espèces trouvées en Australie et dans les îles du Pacifique Sud ; une seule espèce (T. polystachya) se trouve en Amérique du Nord et en Amérique centrale. 

## Liste des genres
- Corymborkis
- Tropidia

## Publication originale
- Dressler (1983) Telopia, 2, 422.